# M. Tompkins
Pour les articles homonymes, voir Tompkins.
M. Tompkins est une série de livres de vulgarisation scientifique de George Gamow et Russell Stannard, expliquant les théories physiques modernes par le biais des rêves d'un employé de banque curieux et fantasque, Monsieur Tompkins.

## Principe
C.G.H. Tompkins est un modeste employé de banque à la vie monotone, aux goûts tranquilles, mais à l'imagination fantasque et curieuse. Un jour férié, alors qu'il ne trouve rien d'intéressant à faire, il décide d'aller à une conférence sur la théorie de la relativité d'Einstein, excité par la rumeur selon laquelle « il n'est guère qu'une douzaine de gens dans le monde pour comprendre la théorie d'Einstein. Pourquoi ne serait-il pas le treizième ? »
Tompkins a cependant une forte tendance à la somnolence et à peine la conférence commencée (il n'a entendu que quelques bribes) le voilà qui s'endort et entre dans un monde étrange où la vitesse de la lumière est ramenée à trente kilomètres par heure, ce qui lui permet d'observer les effets de la théorie d'Einstein lors d'un trajet à bicyclette. 
George Gamow célèbre pour sa participation à l'élaboration de la théorie du Big Bang, vulgarise ainsi les théories les plus complexes du XXe siècle en faisant entrer Tompkins dans des mondes où les constantes de la physique sont modifiées de manière remarquable, ce qui permet de donner des illustrations claires et imagées. 
En outre Monsieur Tompkins rencontre dans ses rêves des personnages qui lui expliquent certains phénomènes, qu'ils soient fictifs (comme le professeur de la conférence, Sherlock Holmes ou le démon de Maxwell) ou réels (il rencontre Wolfgang Pauli, Ernest Rutherford). Dans sa vie réelle, M. Tompkins prend goût à la physique, se lie d'amitié avec le professeur, tombe amoureux et épouse sa fille, Maud. 
L'écriture est simple, claire et non exempte d'un humour britannique qui donne du charme au récit et aux rêves débridés de Tompkins. La série des Tompkins est devenue avec le temps un classique de la vulgarisation scientifique et un immense succès de librairie.

## Livres

### Articles
George Gamow raconte dans sa préface de M. Tompkins en 1965 : 

« Au cours de l'hiver 1938, j'écrivais une brève histoire scientifique et fantastique (pas une histoire de science-fiction) dans laquelle j'expliquais à l'homme de la rue les idées de base de la théorie de l'espace courbe et de l'Univers en expansion. J'avais décidé d'aborder cette question en exagérant les phénomènes relativistes qui existent réellement à un degré tel qu'ils deviennent faciles à observer par mon héros. [...]
J'envoyai le manuscrit à Harper's Magazine et, comme tout auteur débutant, je reçus une lettre de rejet. Une demi-douzaine de revues auxquelles j'adressai ensuite mon texte le refusèrent également. Je rangeai donc le manuscrit au fond d'un tiroir et l'y oubliai. L'été suivant, j'assistai à la Conférence internationale de physique théorique organisée à Varsovie par la Société des Nations. Tandis que je bavardais avec mon excellent ami sir Charles Darwin (le petit-fils de l'auteur de L'Origine des Espèces) tout un buvant un verre d'un délicieux miod polonais, la conversation porta sur la vulgarisation scientifique. Je racontai à Darwin ma mésaventure dans ce domaine, et il me dit la chose suivante : « Écoute, Gamow, quand tu seras de retour aux États-Unis, sors ton manuscrit de son tiroir et envoie-le au Dr C.P. Snow, rédacteur en chef de la revue de vulgarisation scientifique Discovery, publiée par les Presses de l'Université de Cambridge. »
C'est exactement ce que je fis, et je reçus une semaine plus tard un télégramme ainsi libellé : « Votre article sera publié dans notre prochain numéro. Envoyez-en d'autres. » C'est ainsi qu'une série d'aventures de M. Tompkins, qui popularisaient la relativité et la théorie quantique, parurent dans les numéros suivants de Discovery. »

### Monsieur Tompkins par George Gamow
En 1941, à la demande de l'Université de Cambridge, Gamow fait paraître M. Tompkins au pays des merveilles, compilant les articles ayant trait à la théorie de la relativité avec des illustrations de John Hookam, réédité plus de seize fois, puis M. Tompkins explore l'atome en 1944, sur la théorie quantique, avec des illustrations de Gamow, réédité plus de neuf fois. Ces ouvrages connurent un fort succès et furent traduits dans plus de douze langues. 
En 1965, l'éditeur de Gamow, les Presses de l'Université, décidèrent de compiler les deux livres, en un seul : M. Tompkins. Ce livre, qui contient des ajouts sur la fusion et la fission nucléaires, les particules élémentaires et les théories de formation de l'univers, et lisse l'histoire de Tompkins dans la vie réelle, connut un énorme succès et hante les bibliothèques de physiciens depuis. 

### Monsieur Tompkins par Russell Stannard
Compte tenu des progrès de la physique depuis 1965, les presses de l'Université décidèrent en 1999 de réactualiser M. Tompkins. George Gamow étant décédé, le travail fut légué à Russell Stannard, physicien et vulgarisateur qui écrivit ainsi Le Nouveau Monde de M. Tompkins, où il modernisa le discours de Gamow et aborda les problèmes récents des trous noirs, de la mort thermique de l'Univers, des accélérateurs de particules et des composants des nucléons. Les illustrations sont de Michael Edwards et la traduction française d'Alain Bouquet. 
Mais il ne contente pas de moderniser les propos scientifiques, il actualise aussi les références au monde, l'organisation des histoires et les images évoquées par Gamow, et ce parfois à l'encontre des fans de Gamow. Comme il l'écrit lui-même dans sa préface au Nouveau monde : 

« Il me parut que ce n'était pas seulement la physique qui nécessitait un toilettage. Par exemple la production actuelle de films d'Hollywood peut difficilement être décrite comme une « série interminable d'intrigues romantiques autour de stars à la mode. » Doit-on vraiment introduire aujourd'hui la théorie quantique sous la parabole d'une chasse au tigre, au vu de nos préoccupations actuelles quant à la sauvegarde des espèces menacées ? Et que penser de Maud, la fille du professeur, « minaudant », « absorbée dans Vogue », rêvant « d'un ravissant manteau de vison » et à qui il est conseillé de « s'éclipser fillette » à peine la physique est-elle évoquée ? Cela ne sonne plus guère juste à une époque où tant d'efforts soutenus sont accomplis pour persuader les jeunes filles d'étudier la physique. »

Cependant, ayant le soutien de la famille de l'illustre physicien et de la maison d'édition, il put retravailler l'œuvre sans encombre.

## Exemples de métaphores dans M. Tompkins
M. Tompkins explore dans ses rêves des mondes où les grandes constantes de la physique sont considérablement changées, ce qui rend visible les conséquences à notre échelle. Voici quelques exemples :

### Le monde de la relativité
À la suite d'une conférence sur la relativité einsteinienne, Tompkins est envoyé à deux reprises dans un monde où la vitesse de la lumière, constante maximale à 300 000 km/s, est rabaissée à environ 30 km/h. Il observe donc un cycliste qui se contracte dans le sens du mouvement et paraît aplati et lent. 
Il emprunte donc une bicyclette à son tour et s'aperçoit que lui en mouvement, c'est le monde qui s'aplatit, toujours dans le sens du mouvement, et le cycliste, quand il le rattrape, est alors tout à fait normal, conformément à la relativité du référentiel selon la théorie d'Einstein.
Il observe aussi la relativité du temps (lors de son voyage, sa montre a avancé de cinq minutes et l'horloge de la mairie de trente), ainsi que le phénomène des jumeaux de Langevin et, lors de son deuxième voyage, où il rencontre pour la première fois le professeur dans un de ses rêves, les relations de causalité entre référentiels.

### Le monde fermé
À la suite d'une discussion sur la courbure de l'espace et la naissance de l'Univers, M. Tompkins part dans un univers fermé (de courbure spatiale positive) d'une trentaine de kilomètres de diamètre, ce qui permet à Gamow d'expliquer les tenants d'un monde fermé courbe (un calepin lâché sur la minuscule planète où il est va traverser l'Univers et arriver de l'autre côté de la planète, à l'image d'un voyageur parcourant la Terre, monde fermé à deux dimensions, partant d'un pôle finissant par retourner à ce pôle, à l'opposé de son départ), la déviation de la lumière dans cet univers, et les phases de dilatation et de contraction (Big Bang / Big Crunch), tout cela pouvant s'appliquer à plus grande échelle et de manière « diluée » à notre univers s'il était fermé.

### Le monde quantique
Pour le comportement quantique des particules, Gamow propulse à deux reprises Tompkins dans un monde où la constante de Planck est particulièrement élevée dans une jungle d'Afrique, proche de 1, ce qui amène l'employé à observer des boules de billard taillées dans de l'ivoire d'éléphant quantique ayant un étrange comportement : trajectoire probabiliste jusqu'au choc avec une autre boule de billard, incertitude sur la vitesse et la position... Et une fois la boule enfermée dans le triangle de bois, sa position étant ainsi réduite, sa vitesse explose et elle part dans tous les sens, selon une infinité de trajectoires, avant de traverser cette barrière qui, selon la théorie quantique, empêche de retenir longtemps une particule à un endroit précis. 
Lors de son deuxième voyage dans ce monde, Tompkins part avec le professeur dans un safari à la recherche de cette jungle quantique, où ils peuvent observer d'étranges comportements animaliers : une mouche excitée va former un nuage probabiliste autour d'eux, semblable au nuage électronique des atomes, jusqu'à ce que la tapette, placée dans une zone de forte probabilité, finisse par tuer la mouche. Il y a aussi une illustration du phénomène de l'interférence avec une chasse : un groupe d'animaux rabattus (des tigres par des humains dans la version de Gamow, des gazelles par des lions dans celle de Stannard) sur une haie continue présentant deux trous (les fentes de Young), formera, passés cette haie, des zones de plus fortes présences, à l'image des interférences ondulatoires.

### Le monde des particules
Tompkins explore à plusieurs reprises les organisations atomiques et subatomiques par diverses méthodes : dialogue avec Lord Rutherford de Nelson, occupé à peindre les particules élémentaires, qui lui explique les interactions électroniques ; rencontre du démon de Maxwell après un exposé sur la thermodynamique, qui, à l'aide d'une raquette de tennis, lance toutes les molécules agitées d'un verre de whisky d'un seul côté, le porte à ébullition ; et, surtout, une transformation en électrons dans un sel, puis un fil de cuivre, qui permet l'explication des couches électroniques, des électrons de valence et des liaisons atomiques, par le biais du moine Pauli, qui règle les positionnements d'électrons. Dans la version de Stannard, Tompkins est en outre projeté en tant qu'électron dans un accélérateur de particules.